# Mammoth Life-Savers
Mammoth Life-Savers è un cortometraggio muto del 1912. Il nome del regista non viene riportato nei credit del film.

## Produzione
Il film fu prodotto dalla Vitagraph Company of America.

## Distribuzione
Distribuito dalla General Film Company, il film - un cortometraggio di 90 metri - uscì nelle sale cinematografiche statunitensi l'11 ottobre 1912. Nel Regno Unito, fu distribuito il 23 gennaio 1913. Nelle proiezioni, veniva programmato con il sistema dello split reel, accorpato in un'unica bobina con un altro cortometraggio prodotto dalla Vitagraph, la commedia Her Father's Hat.